# Afonso Costa
Afonso Augusto da Costa —IPA [ɐ'fõsu 'kɔʃtɐ]— (Seia, 6 de marzo de 1871 - París, 11 de mayo de 1937) fue un abogado, profesor universitario y político republicano portugués, que ocupó el cargo de primer ministro durante la Primera República Portuguesa.
Fue uno de los principales artífices de la implantación de la régimen republicano en Portugal y fue igualmente una de las figuras representativas y dominantes en la escena política de la Primera República Portuguesa.

## Biografía

### Primeros años
Nació en Seia el 6 de marzo de 1871, hijo del abogado Sebastião Fernandes da Costa.
El año 1888 se matricula en la Universidad de Coímbra para iniciar estudios de Derecho. Alumno distinguido, fue premiado en  4º y 5º años de carrera, concluyendo sus estudios en 1894, y logrando el grado de licenciado el 17 de enero de 1895. En ese mismo año presenta su tesis doctoral, el 24 y 25 de mayo, doctorándose el 9 de junio con un trabajo titulado La Iglesia y la cuestión social, obra en la que critica fuertemente la entonces reciente encíclica Rerum novarum.
Profesor de la Universidad de Coímbra en abril de 1896, en agosto de 1900 fue nombrado catedrático de la misma. El Doctor Afonso Costa, nombre por el que se le conoce más frecuentemente, estaba considerado como uno de los académicos más notables de su curso y, cuando fue nombrado catedrático, era el más joven de todo el cuerpo de catedráticos. En el ejercicio de la abogacía se reveló siempre como uno de los más brillantes oradores del foro.
Muy pronto destacó por sus ideas políticas avanzadas, reafirmándose como republicano. Se hizo notar en 1897, durante las protestas contra los planes del Gobierno del Partido Progresista de alienar las líneas férreas propiedad del Estado. Durante el mitin realizado el 13 de junio de ese año en Oporto, en la calle de Bonjardim, el doctor Afonso Costa fue uno de los oradores más celebrados, presentándose así por vez primera en público; y tan convincentes resultaron sus palabras que desde ese momento fue considerado como uno de los más valiosos oradores del Partido Republicano Portugués. 
Cuando en el verano de 1899 se declaró en la ciudad de Oporto una epidemia de peste bubónica, las medidas preventivas a que la ciudad quedó sometida, por orden del Gobierno del Partido Progresista, provocaron el general descontento de la población de la ciudad. Aprovechando dichas circunstancias, el Partido Republicano Portugués presentó por el distrito de Oporto, con el apoyo del diario republicano Voz Pública, las candidaturas del doctor Afonso Costa, de Xavier Esteves y de Paulo Falcão. Las elecciones, que resultaron extremadamente disputadas entre monárquicos y republicanos, se celebraron el 16 de noviembre, resultando electos los tres  candidatos republicanos. No obstante, el Gobierno de Portugal, descontento con los resultados, consiguió la anulación arbitraria de los comicios por parte del Tribunal de Verificación de Garantías, lo que todavía exaltó más los ánimos en Oporto.
Decidida la repetición de los comicios, los tres candidatos republicanos fueron nuevamente presentados, recibiendo en esa ocasión el apoyo del nuevo diario republicano O Norte, cuyo primer número se publicó el día 21 de enero de 1900. Las elecciones se realizaron el 18 de febrero, y a despecho de todas las presiones, el distrito de Oporto volvió a elegir a los tres candidatos republicanos, hecho que causó impresión en todo Portugal, y que hizo que fuesen conocidos popularmente como los deputados da peste (diputados de la peste), ya que se atribuyó su elección al descontento generado por las medidas gubernamentales con motivo de la citada epidemia de peste bubónica en Oporto.
Tras la caída del Gobierno del Partido Progresista y el acceso al poder del Partido Regenerador, se convocaron nuevas elecciones para el 25 de noviembre del mismo 1900, y el Partido Republicano Portugués presentó de nuevo a los mimos tres candidatos, aunque en esta ocasión ninguno de ellos fue reelegido.
Considerando que las elecciones habían sido fraudulentas, agredió a Sampaio Bruno en 1902 en una célebre pelea (en junio de 1914 desafiará a António José de Almeida para un duelo).
En el año 1905, Afonso Costa ingresó en la Masonería.
Fue diputado por el Partido Republicano Portugués durante la monarquía constitucional, en 1899 (deputado da peste), 1906-1907, 1908 y 1910. Afonso Costa demostró ser un buen parlamentario, así como uno de los más temibles enemigos de las instituciones monárquicas en el país. Orador de discurso fluido, sus discursos eran atentamente escuchados.

### Afonso Costa y la Primera República
Con motivo de la proclamación de la Primera República el 5 de octubre de 1910, Afonso Costa fue llamado para formar parte del Gobierno provisional del nuevo régimen, encargándose en el mismo de la cartera de Justicia y Cultos, cargo en el que se mantuvo hasta la disolución de dicho gobierno a raíz de la aprobación de la nueva Constitución de Portugal, el 4 de septiembre de 1911.

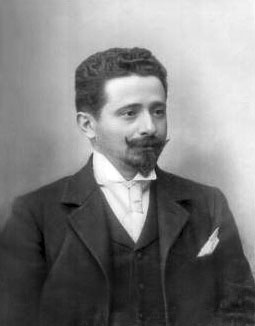
Afonso Costa hacia 1904

Los opositores al Gobierno acuñaron para él el apodo de "mata-frades" (matafrailes), ya que se le acusaba de tener la voluntad de aniquilar la religión en Portugal en el plazo de dos generaciones, lo que fue desmentido.

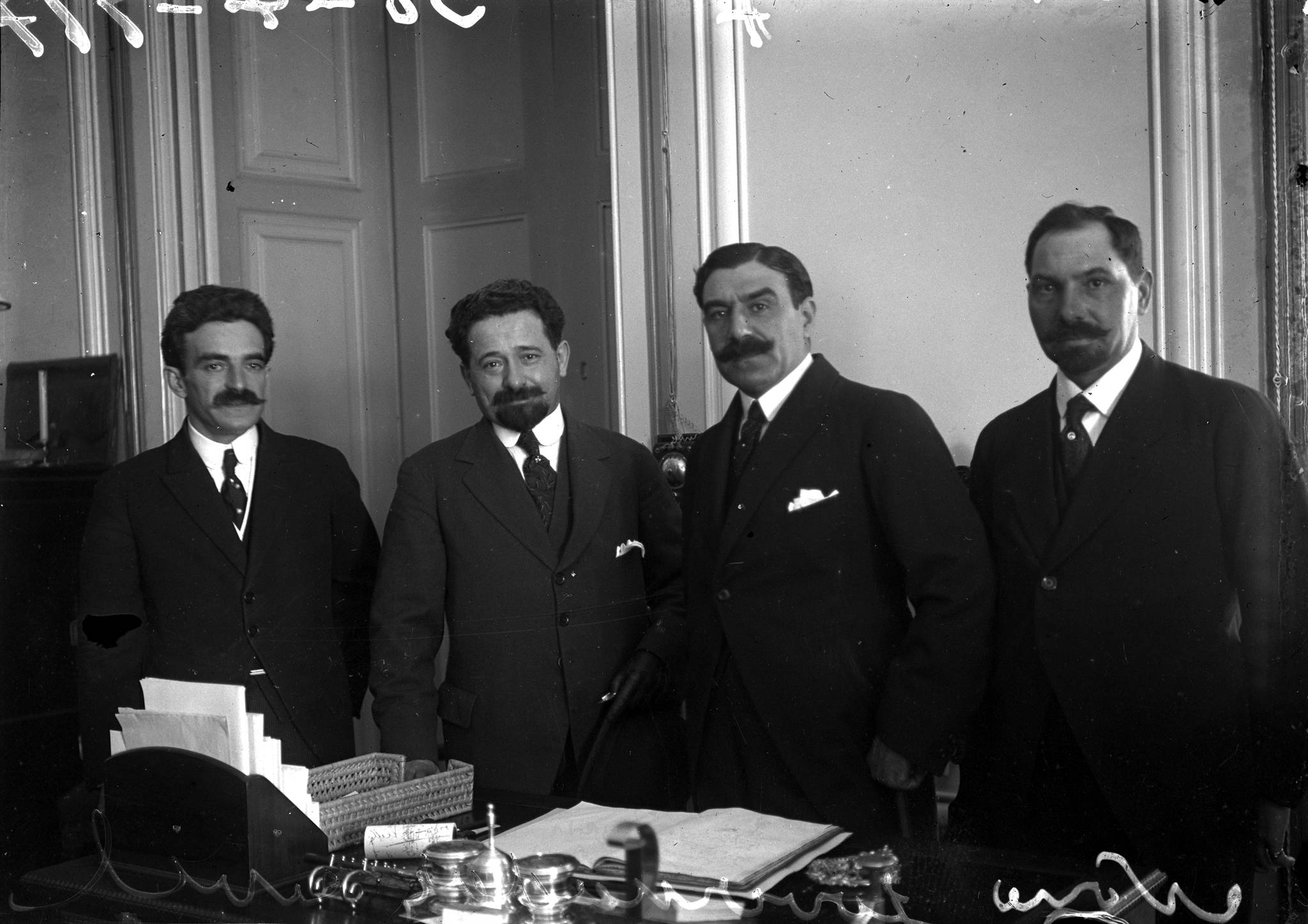
Miembros del primer gobierno Costa (Costa es el 2º por la izquierda).

Durante todo el período de la Primera República, Afonso Costa fue uno de los políticos más destacados del país. El 29 de agosto de 1911, anunció el nuevo programa político del Partido Republicano Portugués, al que se consideraba como casi el único partido de la República. Con todo, en febrero de 1912, durante un proceso de división interna entre los republicanos, asumió el liderazgo del proceso que culminó con la creación del Partido Democrático, del que sería líder incontestado, y del Partido Evolucionista.
Tras haber logrado la consolidación del partido, preside por primera vez el Consejo de Ministros entre el 9 de enero de 1913 y el 9 de febrero de 1914 (acumulando además la cartera de Finanzas), formando así el primer Gobierno en Portugal partidario del sistema político republicano, Gobierno integrado por los democráticos y por los independientes agrupados, estos últimos liderados por António Maria da Silva.
Como líder de los democráticos, alcanza la victoria en las elecciones parlamentarias parciales del 16 de noviembre de 1913, transformando de facto al Partido Democrático en el principal partido gubernamental de la Primera República Portuguesa, así como en la fuerza política dominante en su proceso político hasta 1926. 
El 2 de marzo de 1914 asumió el ejercicio de sus funciones como profesor, al igual que como director, de la Facultad de Derecho y Estudios Sociales de Lisboa (actual Facultad de Derecho de la Universidad de Lisboa), permaneciendo como director de la misma hasta finales de enero de 1915, momento en que solicitó una excedencia, para regresar a las actividades académicas el siguiente 1 de noviembre de 1915, esta vez como profesor del Instituto Superior de Comercio.
Aunque nunca lo admitió públicamente, instigó una sublevación militar contra Pimenta de Castro, ganando posteriormente las elecciones parlamentarias celebradas en Portugal el 13 de junio de 1915, con una confortable mayoría del 69% de los votos. A pesar de ello, con motivo de haber sufrido el 3 de julio un accidente de aviación, a resultas del cual quedó gravemente herido, no asumió la jefatura del gobierno portugués.
Asumió por segunda vez la presidencia del Gobierno entre el 29 de noviembre de 1915 y el 15 de marzo de 1916, acumulando también la cartera de Finanzas, en un Gobierno monocolor, aunque Afonso Costa consideraba que se trataba de un Gobierno Nacional, afirmando que pretendía abstenerse de practicar una política partidista. 
Una vez decidida la participación de Portugal en la Primera Guerra Mundial, se encargó de la cartera de Finanzas en el nuevo Gobierno de la União Sagrada (Unión Sagrada), presidido por António José de Almeida, entre el 15 de marzo de 1916 y el 25 de abril de 1917.
Asumió por tercera y última vez la Presidencia del Gobierno, entre el 25 de abril y el 10 de diciembre de 1917, acumulando también la cartera de Finanzas, en un Gobierno formado exclusivamente por el Partido Democrático, aunque con apoyo parlamentario del Partido Evolucionista. Por este motivo recibió, en mayo de 1917, una fuerte contestación por parte de algunos de los diputados democráticos, que le acusaron de ser un falso radical. No obstante, a pesar de dicha contestación, ganó el Congreso del partido celebrado el siguiente 3 de julio, liderando la oposición a su política Norton de Matos. En esta época llegó a citar al marxismo, cuando el 14 de julio declaró que debemos estar todos a punto para la lucha de clases, en el sentido marxista de la palabra.
Entre el 8 y el 25 de octubre, efectuó una visita a las tropas del Cuerpo Expedicionario Portugués destacadas en Flandes en apoyo de los Aliados, acompañado por Bernardino Machado. De regreso a Portugal, estuvo preso durante un tiempo en la ciudad de Oporto con motivo del golpe de Estado de Sidónio Pais, el 8 de diciembre de 1917.
Sin embargo, a partir del 12 de marzo de 1919, encabezó la delegación portuguesa en la Conferencia de Paz en París, siendo el firmante en representación de Portugal del Tratado de Versalles de 28 de junio de 1919, que puso término a la guerra. Fue igualmente el representante portugués en la primera asamblea de la Sociedad de Naciones.
Debido a la falta de apoyos parlamentarios, rehusó formar Gobierno en 1922, apoyando al año siguiente la elección de Manuel Teixeira Gomes para la Presidencia de la República. 
A finales de 1923, nuevamente por falta de apoyos parlamentarios, debido a la oposición de los, rehusó otra vez formar Gobierno. Apoyó al Gobierno de Álvaro de Castro, entre diciembre de 1923 y julio de 1924, aunque no quiso asumir en el mismo ninguna cartera ministerial.
En 1926, estando el Partido Democrático en el poder, con un gobierno presidido por António Maria da Silva, tuvo lugar el golpe de Estado del 28 de mayo que abrió paso a la dictadura del Estado Novo. Afonso Costa se exilió en Francia, en París, oponiéndose activamente a la nueva situación, en especial a la asunción del poder por la dictadura de António de Oliveira Salazar.
Falleció el 11 de mayo de 1937 en París, sin haber logrado derribar la dictadura en su país.
Está sepultado en el cementerio de Seia, donde los republicanos de Oporto le erigieron en 1971 un monumento que hoy está considerado como uno de los más representativos del arte funerario portugués.

## Obras publicadas
Derecho
- Direito civil, 1896;
- Economía Política, 1896 y 1898;
- Organização Judiciária, 1897 y 1901;
- Do serviço de peritos no processo criminal: legislação portuguesa, crítica e reforma, Coímbra, 1895;
- A Igreja e a questão social, Coímbra, 1896;
- Estudos de Economía Nacional. O Problema da Emigração, Lisboa, 1911;

Otras
- A Verdade sobre Salazar, París, 1934 (serie de entrevistas concedidas al periodista brasileño José Jobim);
- Discursos Parlamentares 1914-1926 (Compilación, prefacio y notas de A. H. de Oliveira Marques), Lisboa, Bertrand, 1977.